# Marian Stoenac
Marian Daniel Stoenac (sinh ngày 30 tháng 10 năm 1993) là một cầu thủ bóng đá người România thi đấu cho Șirineasa ở vị trí tiền vệ.